# Vanderbijlpark
Vanderbijlpark es una ciudad industrial en la provincia de Gauteng en Sudáfrica.
Fundada en 1949, Vanderbijlpark lleva el nombre de Hendrik van der Bijl, un industrial e ingeniero eléctrico sudafricano.
La empresa Vanderbijlpark Steel, ahora parte integral de ArcelorMittal, tiene su origen allí. Junto con las ciudades vecinas de Vereeniging y Sasolburg, forma el Triángulo de Vaal, una gran región industrial de Sudáfrica, al sur de Johannesburgo.
Los históricos township negros de Boipatong, Bophelong, Sebokeng, Evaton y Sharpeville están cerca de la ciudad. La ciudad de Vanderbijlpark también alberga a Cape Gate (Pty) Ltd, en la industria del hilo.

## Demografía
Según el censo de 2011, el municipio de Vanderbijlpark tiene 95.840 habitantes, en su mayoría blancos (54,44%) mientras que los negros representan el 42,52% de los habitantes.
El afrikáans es el primer idioma utilizado principalmente por la población local (50,99%) hasta el sotho del sur (19,95%) y el inglés (10,02%).

## Administración
Ubicado en el distrito de Sedibeng, Vanderbijlpark está adscrito administrativamente al municipio de Emfuleni.